# カザン地下鉄81-553.3/554.3/555.3形電車
81-553.3/554.3/555.3形は、ロシア連邦・タタールスタン共和国の首都・カザンを走るカザン地下鉄に在籍する電車。かつてサンクトペテルブルクに存在した鉄道車両メーカーのワゴンマッシュで製造が行われた。この項目では、計画のみ存在した81-553.4/554.4/555.4形についても解説する。

## 概要・運用
2005年8月27日のカザン地下鉄開通に併せて製造された形式。運転台・主電動機を有する電動制御車の81-553.3形、主電動機を有する中間電動車の81-553.4形、動力を持たない付随車の81-555.3形による4両編成（81-553.3形＋81-554.3形＋81-555.3形＋81-553.3形）で運用される。
非常扉を有する左右非対称の前面デザインは、当初サンクトペテルブルク地下鉄へ向けて生産していた81-540.8形と同型を計画していたが、カザン地下鉄からの依頼によりワゴンマッシュが新たに設計した丸みを帯びたデザインを用いる事となった。81-540/541形を基にした車体や内装は白を基調としており、ロングシートが並ぶ車内の連結面側にはLED式車内案内表示装置が設置されている。また車内やドア付近の車外には監視カメラが設置されており、運転台で情報が確認できる他、映像の録画も可能となっている。
電気機器はチェコのシュコダ・トランスポーテーション製のものを採用し、主電動機は軽量かつ保守や効率の面で有利な誘導電動機を使用している。マイクロプロセッサ制御を有しており、機器の信頼性の向上が図られている。
最初の車両はカザン地下鉄開業前の2005年2月に落成し、サンクトペテルブルク地下鉄での試運転が行われた。開業までに5編成が製造されたが2019年現在は4編成が使用されており、第2編成（10290-11515-11514-10289）については修理のため運用を離脱している。

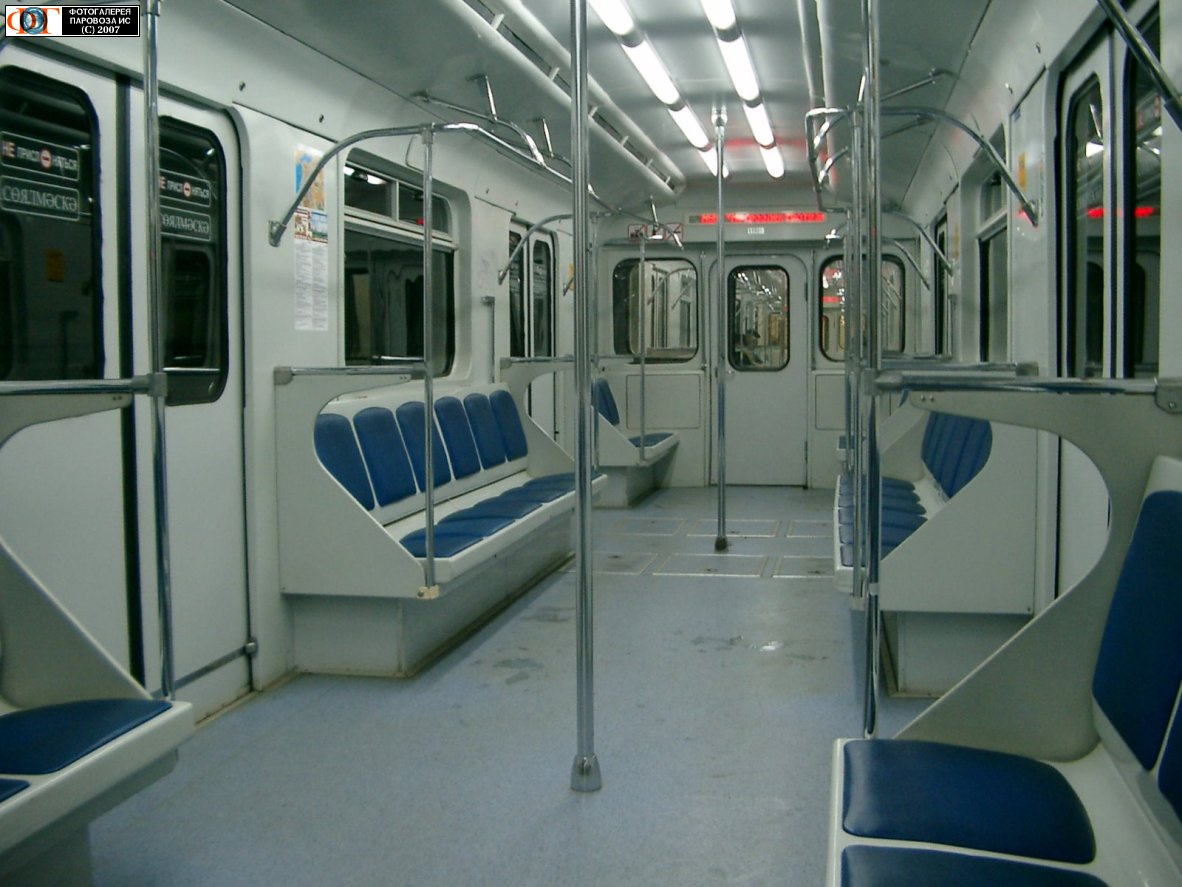
車内

## 81-553.4/554.4/555.4形
2009年以降に4両編成2本の導入が検討されていた形式。前面をサンクトペテルブルク地下鉄向けの81-540.2/541.2形と同型の非貫通・中央運転台式へ変更する事が計画されていたが製造される事なく終わった。